# Kvænangens kommun
Kvænangens kommun (norska: Kvænangen kommune, nordsamiska: Návuona souhkan, kvänska: Naavuonon komuuni) är en kommun i Troms fylke i norra Norge. Kommunens centralort är tätorten Burfjord.
Sedan 2018 finns Kvænangen språksenter i Sørstraumen med uppgift att främja nordsamiska och kvänska språken.

## Administrativ historik
Kvænangens kommun bildades 1863 genom en delning av Skjervøy kommun. 1965 överfördes ett område med tolv invånare från Skjervøy kommun. 1972 överfördes ett obebott område från Skjervøy kommun.

## Befolkningsutveckling
| Befolkningsutvecklingen i Kvænangens kommun 1955–2020 | Befolkningsutvecklingen i Kvænangens kommun 1955–2020 | Befolkningsutvecklingen i Kvænangens kommun 1955–2020 | Befolkningsutvecklingen i Kvænangens kommun 1955–2020 | Befolkningsutvecklingen i Kvænangens kommun 1955–2020 |
| ----------------------------------------------------- | ----------------------------------------------------- | ----------------------------------------------------- | ----------------------------------------------------- | ----------------------------------------------------- |
|                                                       |                                                       |                                                       |                                                       |                                                       |
| År                                                    |                                                       |                                                       | Folkmängd                                             |                                                       |
| 1955                                                  | 1955                                                  |                                                       | 2 505                                                 |                                                       |
| 1960                                                  | 1960                                                  |                                                       | 2 407                                                 |                                                       |
| 1965                                                  | 1965                                                  |                                                       | 2 404                                                 |                                                       |
| 1970                                                  | 1970                                                  |                                                       | 2 205                                                 |                                                       |
| 1975                                                  | 1975                                                  |                                                       | 2 022                                                 |                                                       |
| 1980                                                  | 1980                                                  |                                                       | 1 900                                                 |                                                       |
| 1985                                                  | 1985                                                  |                                                       | 1 755                                                 |                                                       |
| 1990                                                  | 1990                                                  |                                                       | 1 615                                                 |                                                       |
| 1995                                                  | 1995                                                  |                                                       | 1 602                                                 |                                                       |
| 2000                                                  | 2000                                                  |                                                       | 1 435                                                 |                                                       |
| 2005                                                  | 2005                                                  |                                                       | 1 401                                                 |                                                       |
| 2010                                                  | 2010                                                  |                                                       | 1 316                                                 |                                                       |
| 2015                                                  | 2015                                                  |                                                       | 1 226                                                 |                                                       |
| 2020                                                  | 2020                                                  |                                                       | 1 191                                                 |                                                       |
| Anm: Uppgifterna avser förhållandena den 1 januari.   |                                                       |                                                       |                                                       |                                                       |

## Tätorter
I Kvænangens kommun finns en tätort:
- Burfjord (centralort)

## Socknar
Inom Norska kyrkan motsvaras Kvænangens kommun av Kvænangens socken i Nord-Troms prosteri i Nord-Hålogalands stift.